# Parcul Național Jökulsárgljúfur
Parcul Național Jökulsárgljúfur are o formă de poctcoavă, fiind situat în Islanda de Nord pe defileul Ásbyrgi de pe râului Jökulsá á Fjöllum. Pe teritoriul parcului se află Dettifoss una dintre cele mai mari căderi de apă din Europa. La sud de „Ásbyrgi” se află un sistem bizar de chei și defilee într-un masiv muntos de origine vulcanică. In urmă cu 8000 de ani a avut loc pe malul râului o erupție vulcanică, contactul brusc dintre foc (magmă incandescentă) gaze și apă au dus la o explozie puternică, care au dus la o distrugere parțială a masivului muntos (Hljóðarklettar = stânci cu ecou). Aici se pot întâlni formațiuni din bazalt numite „Karl og Kerling” (Bărbatul și femeia care se cunună). Muntele cel mai frumos fiind „Rauðholar” (Colina roșie), culoarea se datorează conținutului ridicat în oxizi de fier, la sud se află cheile „Hafragilsundirlendi” care are  pereți verticali ce ating 100 m înălțime. Apele râului „Jökulsá á Fjöllum” datorită materialului transportat are o culoare cenușie, prin amestecarea apei cenușii cu cel al afluenților se realizează un colorit impresionant al râului.

## Imagini

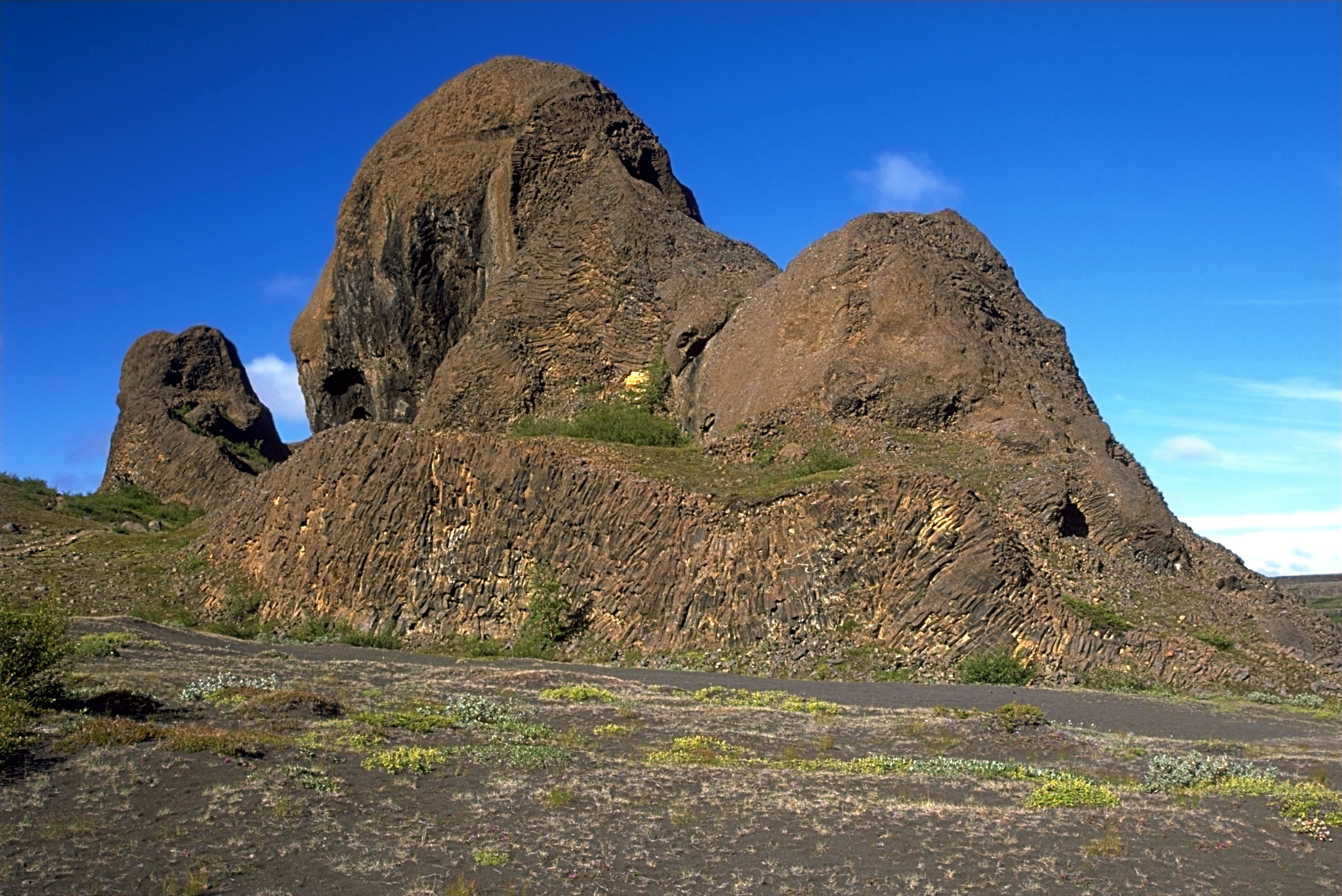
Church
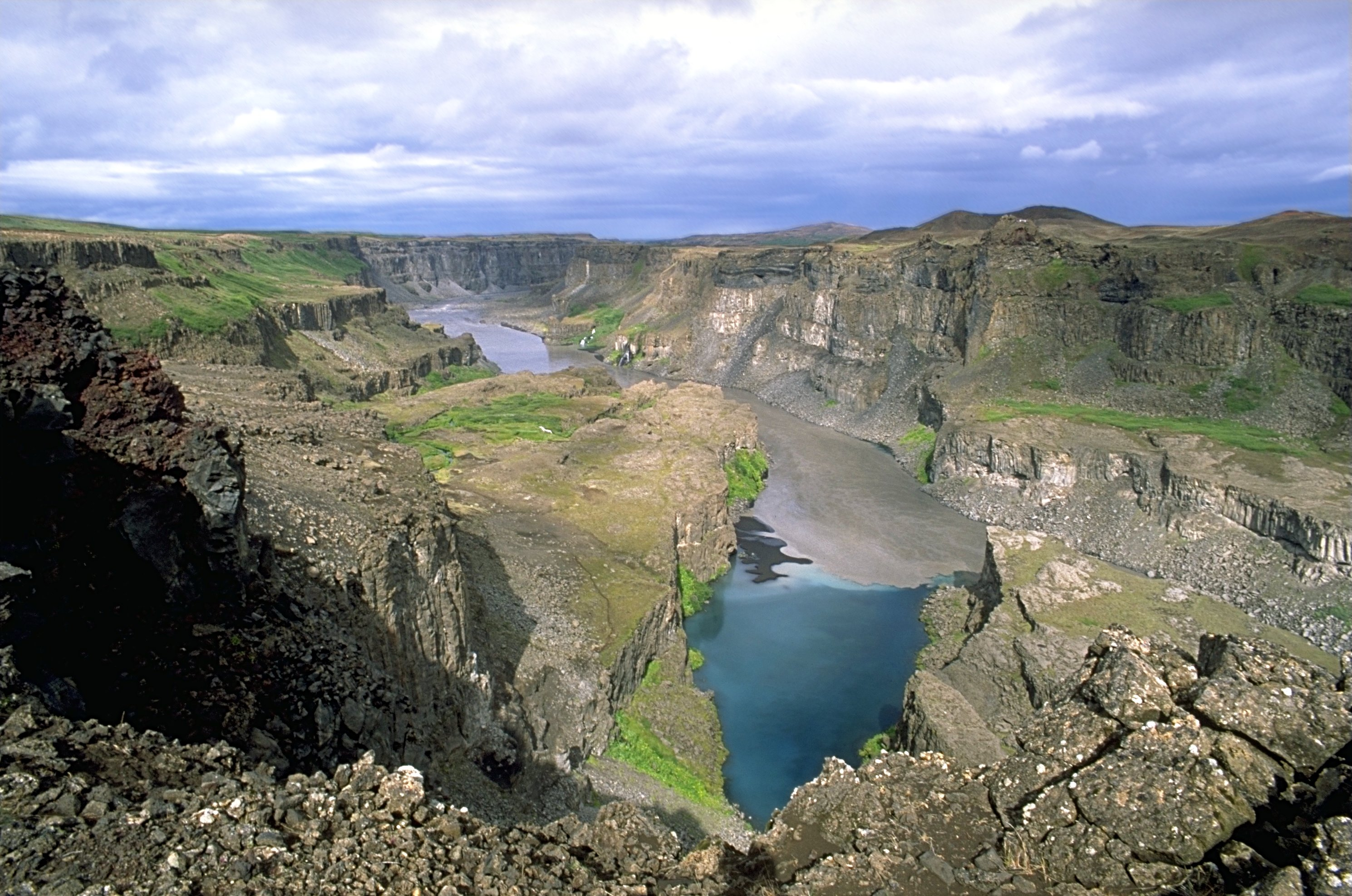
Hafragil
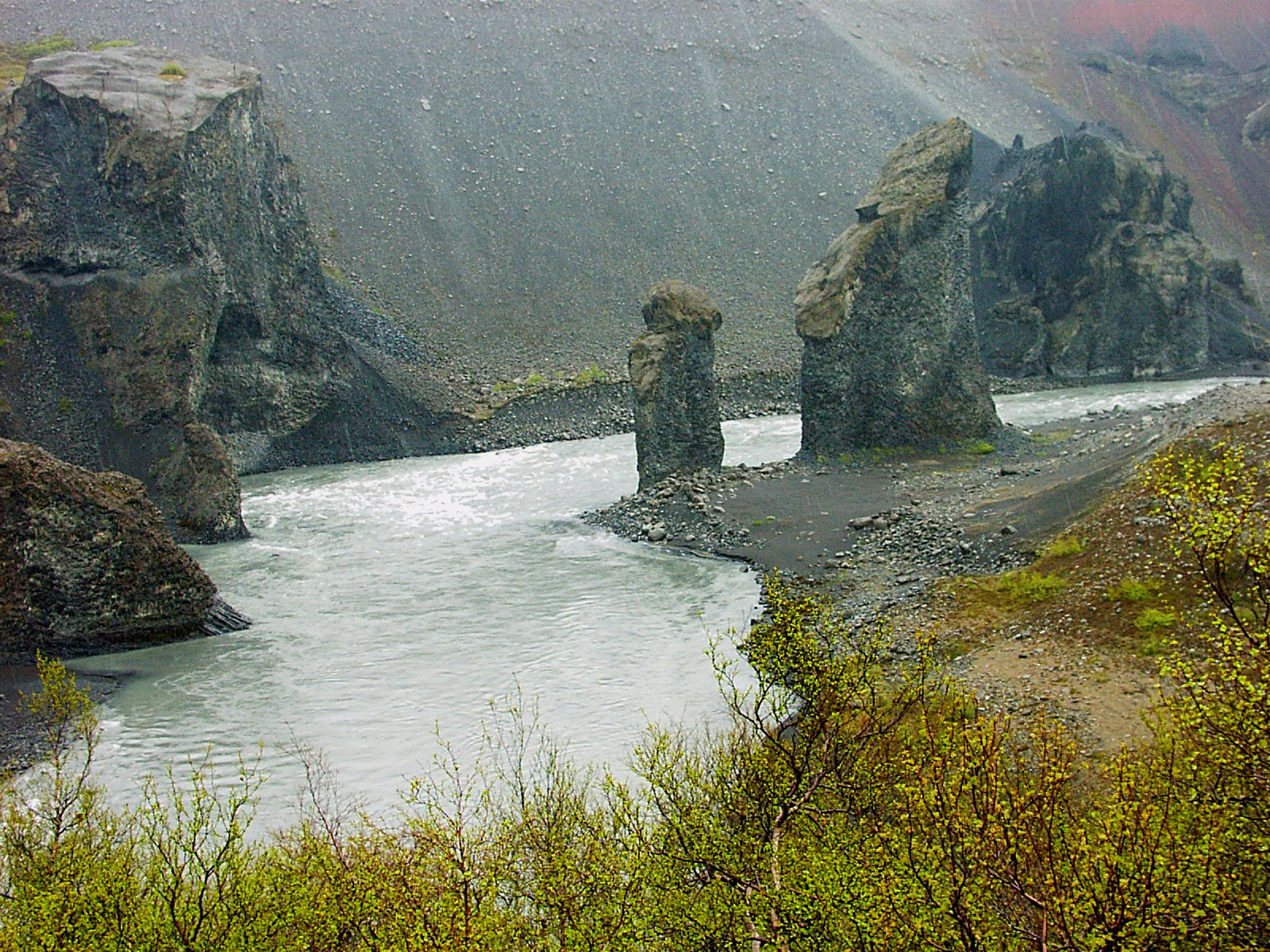
Karl-Kerling